# اسلام در کویت
اسلام در کویت به عنوان دین اصلی شهروندان این کشور محسوب می‌شود که طبق تخمین‌های صورت گرفته، ۶۰ تا ۷۰ درصد اهالی این کشور، سنی مذهب و ۴۰ تا ۳۰ درصد را شیعیان تشکیل داده‌اند. این کشور تا پیش از اسلام، جزئی از خاک ایران بود. طبق ماده دوم قانون اساسی کشور کویت، دین رسمی کشور کویت، اسلام است و قوانین این کشور باید بر مبنای قوانین اسلام تدوین و برنامه‌ریزی شود. در این کشور مسجدهای بسیاری وجود دارد که برجسته‌ترین آن، مسجد جامع کویت است. مسلمانان کویت در ۱۰ شب آخر ماه رمضان در این مسجد، به نماز شب می‌ایستند که تعداد آنان حدود ۴۰ هزار نفر گزارش شده‌است. مسلمانان این کشور به جهت آزادی بیان نسبی نسبت به سایر مناطق اطراف، از رشد سیاسی و مذهبی بیشتری برخوردار هستند.

## آمار
کویت از مناطقی است که جمعیتی ترکیبی از بومی و مهاجرین دارند. اکثر مهاجرین این منطقه از ایران هستند و طبق آمار رسمی این کشور، چهل درصد و بر اساس برخی منابع تا ۵۰ درصد، متشکل از شیعیان می‌باشند. اکثریت شیعیان این کشور، دوازده‌امامی هستند. بر اساس ترکیب جمعیت، این کشور در مقایسه با سایر کشورهای منطقه، از اقلیت‌های دینی بیشتری برخوردار است و ۸۵ درصد از مجموع جمعیت کشور را مسلمانان و ۱۵ درصد را غیر مسلمانان شکل داده‌اند. اقلیت‌های این کشور، مسیحی و زرتشتی هستند. اکثر شیعیان این کشور ایرانی‌تبار هستند. تفکیک شیعیان از اهل سنت در این منطقه کار آسانی نیست. مهاجران شیعی در این ناحیه بیشتر از عربستان، بحرین و ایران به این کشور مهاجرت کردند. شیعیان در این کشور، دارای ۲۸ مسجد و ۶۰ حسینیه هستند. برخی از فرقه‌های دیگر در جامعه کویت وجود دارد که تعداد اندک آنان، سبب شده تا هیچ برآوردی از جمعیت آنان وجود نداشته باشد.

## تاریخ
با وجود آنکه کشور کویت تا پیش از ورود اسلام به آن، جزئی از خاک ایران محسوب می‌شود، تاریخچه‌ای مجزا نداشته و تنها به عنوان یکی از مهم‌ترین کانون‌های اسلام در خاورمیانه معرفی شده‌است. در خصوص ورود اسلام به این منطقه آمده‌است که به سال ۱۲ ه‍. ق، جنگی میان نیروهای مسلمان به فرماندهی خالد بن ولید و حکام ایرانی در این منطقه رخ داد. در همان دوران، این منطقه به همراه مناطق دیگری از خاورمیانه به دست مسلمانان فتح شد و اسلام در آنجا نهادینه گردید.